# Andrena forbesii
Andrena forbesii är en biart som beskrevs av Robertson 1891. Andrena forbesii ingår i släktet sandbin, och familjen grävbin. Inga underarter finns listade i Catalogue of Life.

## Bildgalleri

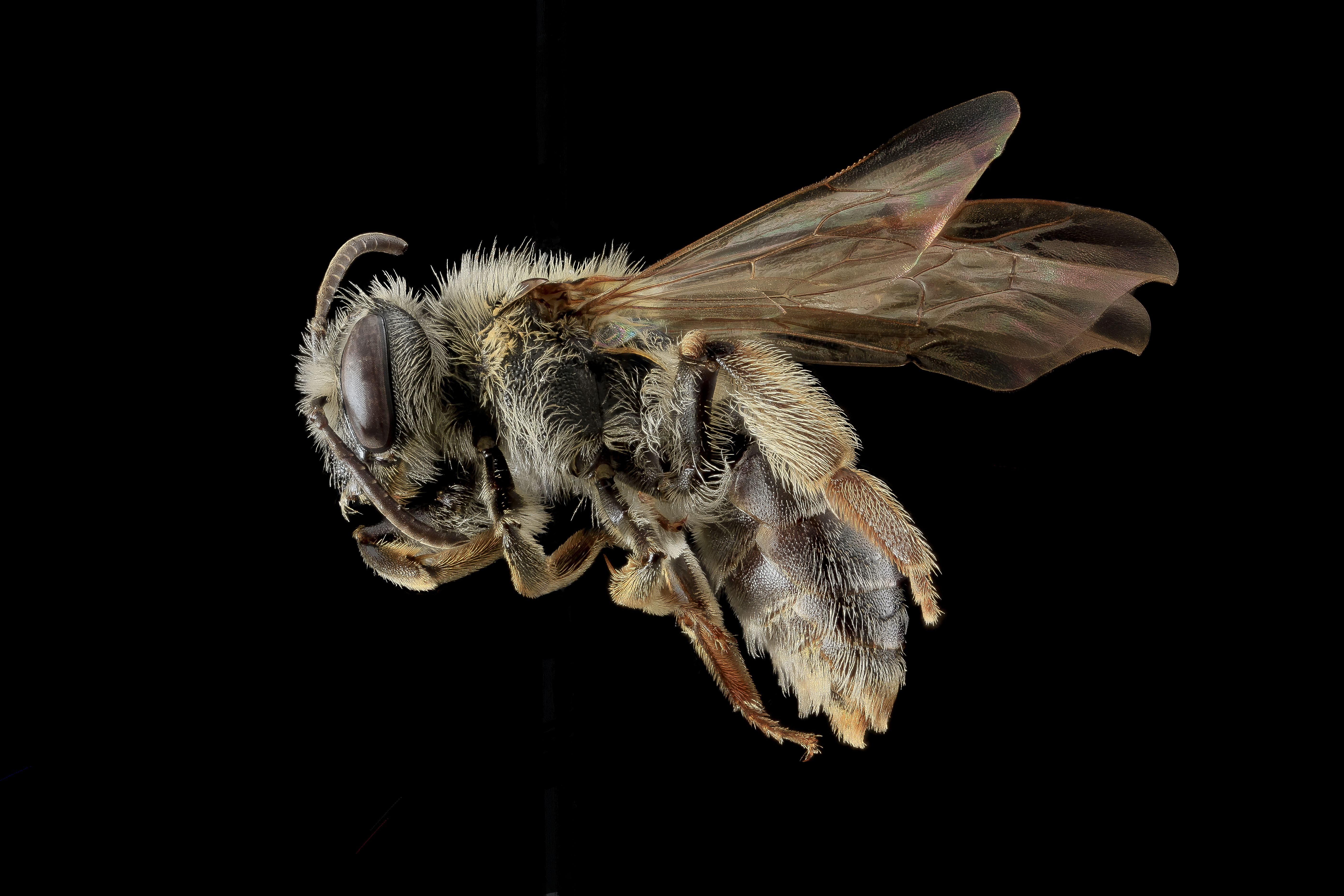